# Cremastobaeus atratus
Cremastobaeus atratus är en stekelart som beskrevs av Loiacono och Mulvany 1987. Cremastobaeus atratus ingår i släktet Cremastobaeus och familjen Scelionidae. Inga underarter finns listade i Catalogue of Life.